# Marele Canal, China
Marele Canal din China este un canal artificial.

## Geografia
Marele Canal este cel mai vechi și cel mai mare canal artificial din lume. Începe de la Beijing, el trece prin Tianjin și provinciile Hebei, Shandong, Jiangsu și Zhejiang la orașul Hangzhou. Cele mai vechi părți ale canalului datează din secolul al V-lea î.Hr., deși diferite secțiuni s-au combinat în cele din urmă în timpul dinastiei Sui (581-618 d.Hr.).
Lungimea totală a Marelui Canal este de 1.776 km. Înălțimea sa cea mai mare este în munții din Shandong: 42 m. Dimensiunea canalului și măreția sa a câștigat admirația multora de-a lungul istoriei, inclusiv Ennin călugărul japonez (794-864), istoricul persan Rashid al-Din (1247-1318), oficialul corean Choe Bu (1454-1504) și misionarul italian Matteo Ricci (1552-1610).
Istoric, inundarea periodică adiacentă a Fluviului Galben a amenințat siguranța și funcționarea canalului. Pe timp de război digurile ridicate pe Fluviul Galben, uneori, au fost rupte în mod deliberat pentru a inunda avansarea trupelor inamice. Acest lucru a provocat dezastru și greutăți economice prelungite. În ciuda perioadelor temporare de pustiire, Marele Canal a promovat o piață indigenă de creștere economică în centrele urbane din China prin toate perioadele de la dinastia Sui până azi.

## Galerie de imagini

Marele Canal în perioada dinastiei Sui și Tang
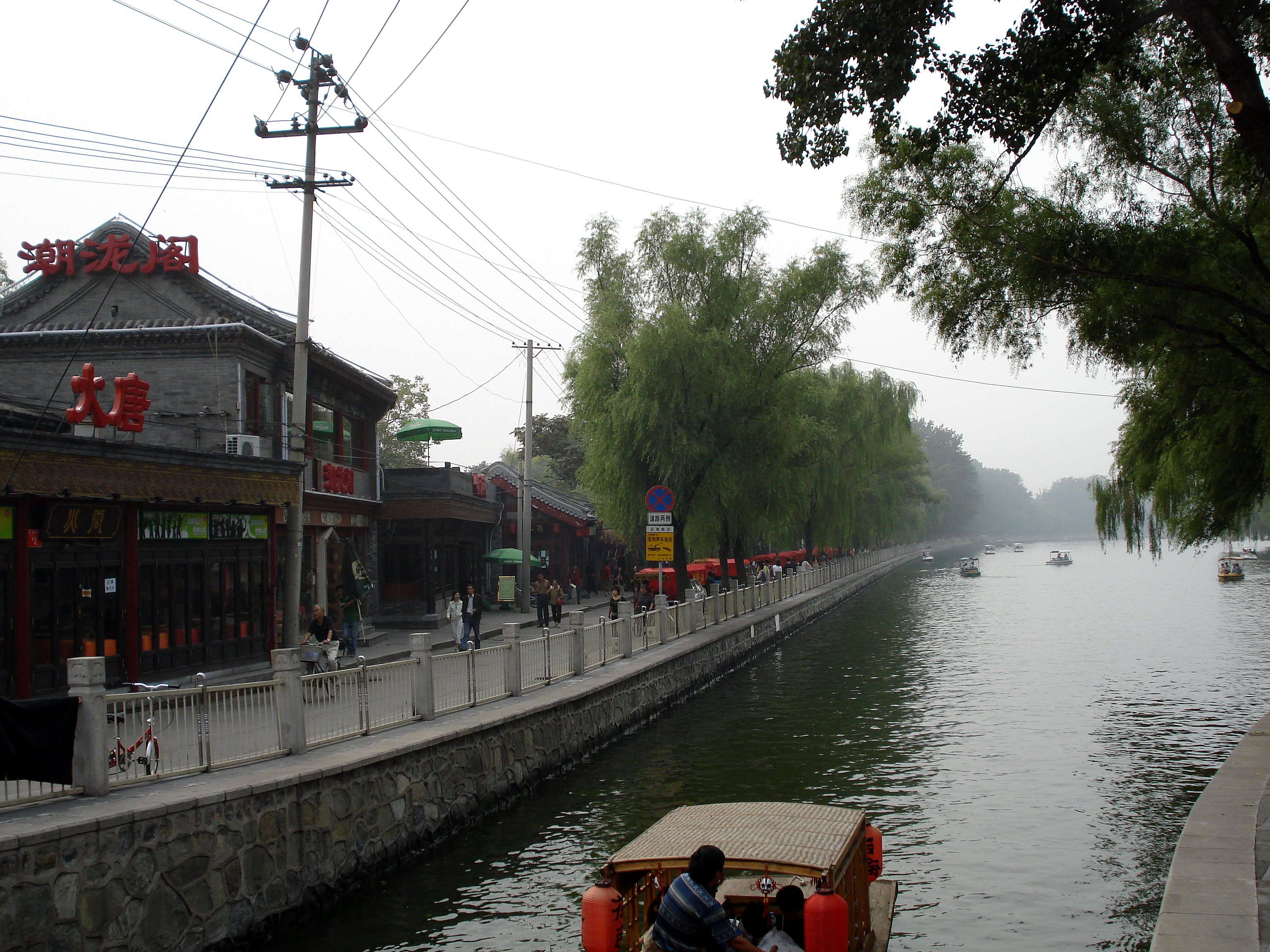
Marele Canal în Beijing
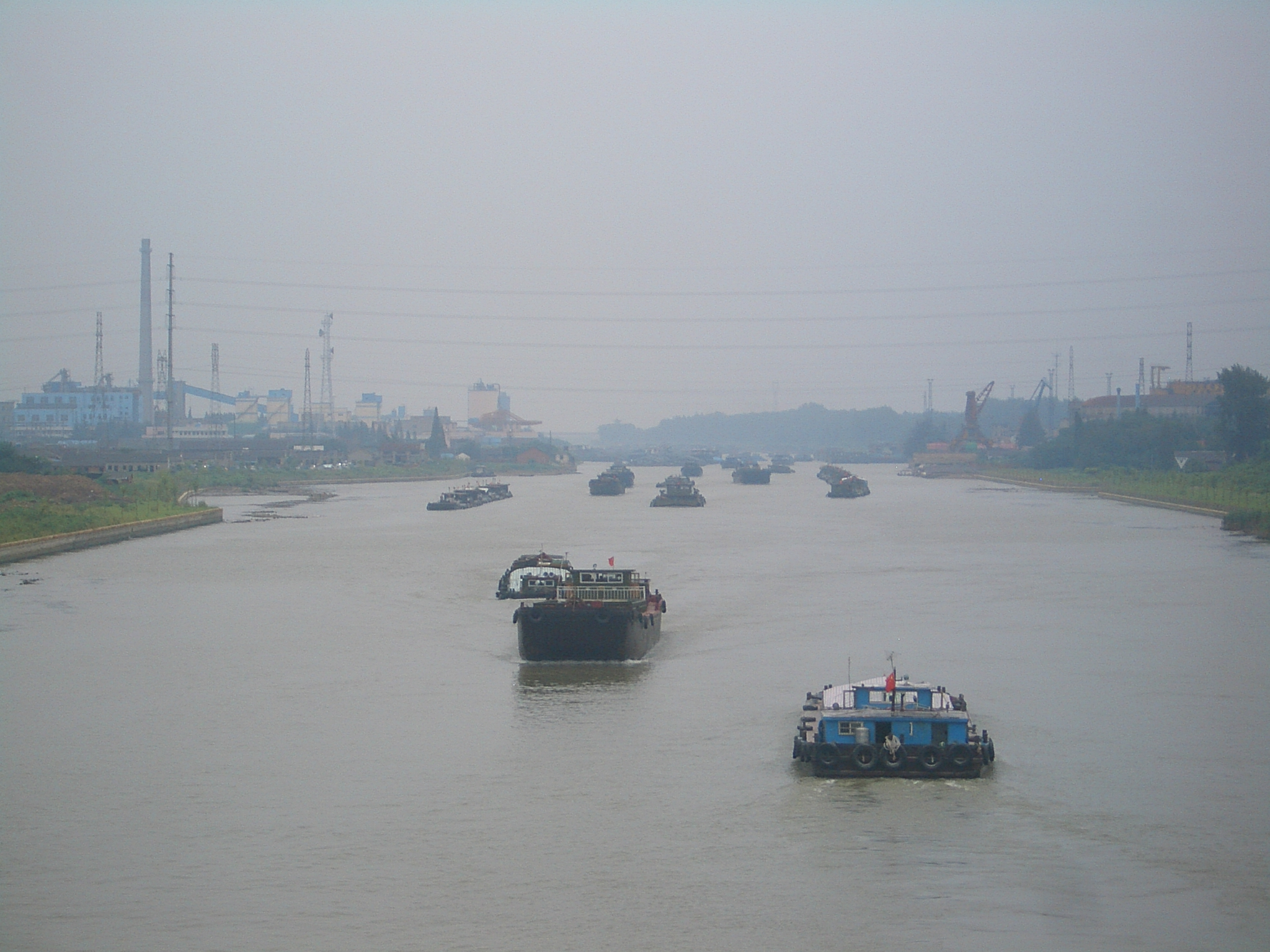
Marele Canal în Yangzhou